# Humberston
Humberston is een civil parish in het bestuurlijke gebied North East Lincolnshire, in het Engelse graafschap Lincolnshire met 5634 inwoners.

## Geboren in Humberston
- Tony McPhee (1944-2023), bluesgitarist en zanger